# Эйвазов, Юсиф Вилаят оглы
Юсиф Вилаят оглы Эйвазов (азерб. Yusif Vilayət oğlu Eyvazov; 2 мая 1977, Алжир) — азербайджанский оперный певец, драматический тенор, заслуженный артист Азербайджана (2017), народный артист Азербайджана (2018), директор Азербайджанского государственного академического театра оперы и балета (2023). Репертуар Эйвазова обширен, в основном это партии из эпохи веризма.
Эйвазов выступает на известных оперных площадках, таких как Метрополитен-опера, Ла Скала, Венская государственная опера, Большой театр, Парижская национальная опера и других.
Обладатель гран-при международного конкурса в Италии, обладатель почётной медали имени Джанандреа Гаваццени. В 2012 году победил в VI Международном конкурсе вокалистов имени Бюльбюля в Баку.

## Биография
Юсиф Эйвазов родился в 1977 году в Алжире в семье преподавателей из Азербайджана. Его отец, профессор по металлургии, работал в это время в Алжире по обмену.
Музыкальное образование Юсифа началось с Бакинской музыкальной академии. В 1998 году он переехал в Италию для продолжения учёбы, обосновался в Милане. Совершенствовался на мастер-классах Франко Корелли, Магды Оливеро, Пласидо Доминго, Джанандреа Гаваццени и Антонио Фольяни.
Тенор начинал свою карьеру с выступлений в небольших оперных театрах Италии. Гастролировал по Франции, Австрии, Словении, Германии, Испании, Японии, Корее. В 2008 году Эйвазов завоевал Гран-при Международного конкурса оперных певцов в Милане. В январе 2009 году выступил на концерте в Большом зале Московской консерватории, посвященном юбилею Владимира Минина. В этом же году дал сольные концерты в Баку и Риме. В 2012 году стал победителем на VI Международном конкурсе вокалистов имени Бюльбюля в Баку.
В 2010 году дебютировал в Большом театре в опере «Тоска» Дж. Пуччини.
В 2013 году состоялся дебют Эйвазова в роли Отелло на Международном фестивале оперного искусства, посвящённом 200-летию Дж. Верди, в Равенне на сцене Театра Данте Алигьери. В 2014 году в Римском оперном театре Эйвазов и Анна Нетребко исполнили главные роли на премьере оперы «Манон Леско» Дж. Пуччини, на роль Де Грие Юсифа пригласил Риккардо Мути.
В 2015 году состоялся его североамериканский дебют в Лос-Анджелесе в опере «Паяцы» под руководством Пласидо Доминго. В том же году Юсиф дебютировал на сцене Метрополитен-опера в опере «Турандот».

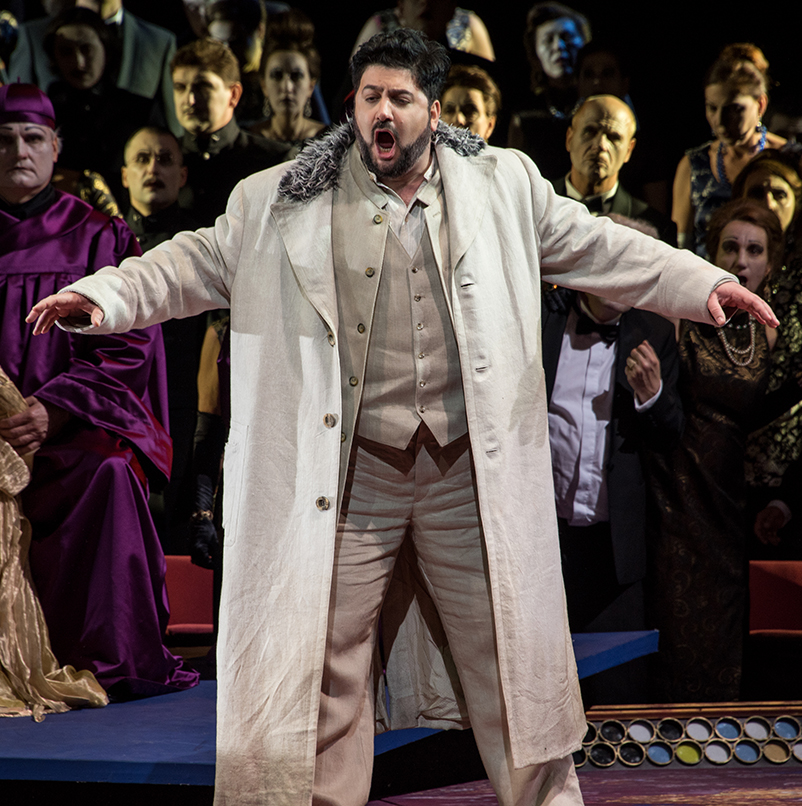
Юсиф Эйвазов в роли Калафа в опере «Турандот». Венская государственная опера. Апрель 2016.

В 2016 году серия дебютов продолжилась в Парижской национальной опере (29 февраля Эйвазов впервые спел партию Манрико в опере «Трубадур») и в Венской государственной опере (28 апреля, партия Калафа в опере «Турандот»). 31 мая состоялся дебют Эйвазова в Мариинском театре, в Берлинской государственной опере в июле, а также на Зальцбургском фестивале.
Осень 2017 года Нетребко и Эйвазов провели в туре по странам Азии и Австралии.
1 сентября 2017 года вышел совместный с Нетребко диск «Романца», состоящий из арий и дуэтов любовной тематики, написанных для Нетребко и Эйвазова композитором Игорем Крутым.
7 декабря Эйвазов открыл сезон в Ла Скала, исполнив партию Андре Шенье в одноименной опере Умберто Джордано.
Юсиф Эйвазов неоднократно выступает с концертными программами с миланским симфоническим оркестром (кратко известный как LaVerdi), где больше всего предпочитает исполнять знаменитые арии и дуэты из итальянских опер.
В апреле 2018 года Эйвазов и Нетребко «за уникальный творческий дуэт» в спектакле Большого театра «Манон Леско» были удостоены театральной премии «Золотая маска». В мае этого же года за большие заслуги в развитии музыкальной культуры Азербайджана Юсиф Эйвазов был удостоен звания «Народный артист Азербайджана».
В январе 2020 года Эйвазов оказался в центре скандала после того, как ряд СМИ сообщили, что при составлении программы ежегодного Оперного бала в дрезденской Опере Земпера он добился исключения из состава участников певицы из Армении Рузан Манташян. Художественный руководитель бала опроверг эти сообщения, заявив, что контракт с Манташян не был подписан. Продюсерское агентство Massis, представляющее интересы Манташян, настаивает на том, что её участие в Оперном бале было полностью согласовано, а затем отменено под давлением Эйвазова. Сам Эйвазов категорически отверг эти обвинения, заявив, что не смешивает оперу и политику. По словам агента Эйвазова, изначально речь шла лишь об одном номере с участием Эйвазова, дуэта же с Манташян не предполагалось. У певца, по словам его агента, нет никаких предубеждений против певицы лично и армянских исполнителей вообще.
24 октября 2020 года Эйвазов выступил на сцене Большого театра вместе с Пласидо Доминго, исполнив вместе с ним дуэт Дона Альваро и дона Карлоса из оперы Джузеппе Верди «Сила судьбы».
В 2021 году участвовал во втором сезоне музыкально-развлекательного шоу «Маска» на телеканале НТВ в образе Ламы и занял второе место. 25 сентября этого же года, Юсиф стал приглашённым гостем на премьерном выпуске первого сезона музыкального проекта «Шоумаскгоон».
7 апреля 2023 года назначен директором Азербайджанского государственного академического театра оперы и балета.

## Личная жизнь
С 29 декабря 2015 года был женат на российской и австрийской оперной певице Анне Нетребко. С певицей познакомился в феврале 2014 года в Риме на репетиции, помолвка состоялась летом того же года в Зальцбурге. Жили вместе в Вене.
27 июня 2024 года Анна и Юсиф объявили о разводе, отметив, что расстались на дружеской ноте, и что они продолжат петь вместе. Причиной развода стала жизнь на расстоянии, поскольку Анна живёт и работает в Вене, а Юсиф - в Баку.

## Общественная позиция
В феврале 2022 года осудил войну с Украиной, где у него «много близких и друзей».

## Награды и звания
- Победитель Гран при Международного конкурса оперных певцов (Милан, 2008)[31].
- Награждён почётной медалью имени Джанандреа Гаваццени[5].
- Победитель VI Международного конкурса вокалистов имени Бюль-Бюля (Баку, 2012)[31].
- Заслуженный артист Азербайджана (9 марта 2017) — за заслуги в развитии азербайджанского театра[1].
- Лауреат специальной премии жюри «Золотая маска — 2018» — «за уникальный творческий дуэт в спектакле Большого театра „Манон Леско“»[32].
- Народный артист Азербайджана (21 мая 2018) — за большие заслуги в развитии азербайджанской культуры[2].
- Лауреат премии «Grand Prix De La Culture» (Вена, 2020)[33].